# Hamodes ochracea
Hamodes ochracea là một loài bướm đêm trong họ Noctuidae.